# Japonopsimus
Japonopsimus är ett släkte av skalbaggar. Japonopsimus ingår i familjen långhorningar.
Kladogram enligt Catalogue of Life:
| Japonopsimus | \| \| Japonopsimus exocentroides \| \| \| \| \| \| Japonopsimus orientalis \| \| \| \| |
|              | \| \| Japonopsimus exocentroides \| \| \| \| \| \| Japonopsimus orientalis \| \| \| \| |
|              | Japonopsimus exocentroides                                                             |
|              |                                                                                        |
|              | Japonopsimus orientalis                                                                |
|              |                                                                                        |